# Primera Liga Femenina de Macedonia del Norte
La Primera Liga Femenina de Macedonia del Norte (oficialmente en macedonio: Прва Женска Фудбалска Лига, Prva Ženska Fudbalska Liga) es la máxima categoría del fútbol femenino en Macedonia del Norte. Se disputa desde la temporada 2002-2003 y se organiza bajo la supervisión de la Federación de Fútbol de Macedonia (FFM). El campeonato agrupa a los mejores equipos del país, quienes compiten anualmente en un sistema de liga. A lo largo de su historia, el equipo más laureado ha sido el ya extinto Shqiponjat. 

## Historia

### Fundación y primeros campeones (2002-2008)
La Primera Liga Femenina de Macedonia del Norte fue fundada en 2002, marcando el inicio de una liga oficial para el fútbol femenino en el país. En los primeros años, el Shqiponjat de Skopie dominó la liga, ganando el título consecutivamente desde 2003 hasta 2008, con un total de seis campeonatos, lo que lo convirtió en el equipo más laureado de la época.

### Años de alternancia y nuevos campeones (2008-2018)
La temporada 2008-09 marcó el fin de la hegemonía del Shqiponjat, con el Tikvešanka de Kavadarci alzándose como campeón. A partir de entonces, la liga experimentó una fase de alternancia entre diferentes equipos. Borec, Naše Taksi, Biljanini Izvori y Kočani se repartieron los campeonatos en las siguientes temporadas. Entre 2014 y 2018, el Dragon de Skopie se destacó al ganar varios títulos, consolidándose como un contendiente fuerte y manteniendo un dominio relativo durante este período.

### Consolidación y época reciente (2019-presente)
En 2019, el Kamenica Sasa ganó su primer campeonato y lo repitió en la temporada 2020-21. Sin embargo, desde la temporada 2021-22, el Ljuboten de la ciudad de Tetovo emergió como el equipo dominante de la liga, conquistando el campeonato en tres temporadas consecutivas (2021-22, 2022-23, y 2023-24).
En los últimos años, la Primera Liga ha experimentado un proceso de internacionalización, con equipos como el Ljuboten y el Kamenica Sasa incorporando a sus filas algunas futbolistas extranjeras, especialmente provenientes de Sudamérica. En 2021, la creación de una Segunda Liga permitió dar cabida al crecimiento de equipos femeninos en el país y reducir las diferencias de nivel en la Primera Liga, promoviendo así una competición más equilibrada y competitiva. Además, desde 2023, la Federación de Fútbol de Macedonia transmite semanalmente un partido de la liga a través de su canal oficial de YouTube, lo que ha permitido una mayor visibilidad del campeonato. 

## Participantes

### Temporada 2024-25
| Equipo         | Ciudad              | Entrenador          | Capitana             | Uniforme |
| -------------- | ------------------- | ------------------- | -------------------- | -------- |
| AS United      | Struga              | Astrit Merko        | Aleksandra Simonoska | Jako     |
| Atletiko       | Bitola              | Goran Šalevski      | Simona Taseva        | Jako     |
| Brera Tiverija | Strumica            | Panče Stojanov      | Viktorija Pančurova  | Sportika |
| Istatov        | Skopie              | Kiril Izov          | Radica Čoneva        | Hummel   |
| Kamenica Sasa  | Makedonska Kamenica | Ana Dimitrovska     | Ana Dimitrovska      | Givova   |
| Ljuboten       | Tetovo              | Slavoljub Branković | Aleksandra Markovska | Jako     |
| Rečica         | Kumanovo            | Valentin Stoilović  | Keti Pavlovska       | Jako     |
| Skopje 2014    | Skopie              | Dobrislav Dimovski  | Sara Kolarovska      | Hummel   |
| Top Gol        | Bitola              | Kire Grbevski       | Margarita Talevska   | Jako     |

Pese a haberse inscrito en la competición, el Shkëndija de Tetovo se retiró de la misma unos días antes del comienzo debido a problemas financieros, dejando la liga con únicamente nueve participantes.

## Sistema de competición
La Primera Liga es la máxima categoría del sistema de ligas femeninas en el país, organizada por la Federación de Fútbol de Macedonia (FFM). La competición se celebra anualmente de agosto a mayo, con una pausa invernal entre finales de noviembre y principios de marzo, y cuenta con la participación de diez equipos.
Siguiendo un sistema de liga, los clubes se enfrentan entre sí tres veces durante la temporada, disputando un total de 27 jornadas. Las sedes de los partidos de la tercera vuelta se determinan en función de la clasificación provisional después de las dos primeras rondas. Los equipos obtienen tres puntos por cada victoria, un punto por cada empate y ninguno en caso de derrota. La clasificación final se establece en función de los puntos obtenidos, y en caso de empate, existen los siguientes criterios de desempate:
1. Mayor diferencia de goles entre los partidos disputados entre los equipos empatados.
2. Mejor diferencia de goles en todos los encuentros de la temporada.
3. Mayor cantidad de goles anotados a lo largo de la competición.

El equipo que termine en primer lugar al finalizar la temporada obtiene la clasificación para la ronda preliminar de la Liga de Campeones Femenina de la UEFA. En la parte inferior de la tabla, el último clasificado desciende directamente a la Segunda Liga Femenina de Macedonia del Norte. El penúltimo equipo debe disputar un partido de promoción a partido único contra el segundo clasificado de la Segunda Liga; el ganador de este encuentro competirá en la Primera Liga en la temporada siguiente.

## Historial
| Temporada | Campeón          | Subcampeón    | Tercero         | Máxima goleadora               | Club                   | Goles |
| --------- | ---------------- | ------------- | --------------- | ------------------------------ | ---------------------- | ----- |
| 2002-03   | Shqiponjat†      | Lombardini†   | Edinstvo†       |                                |                        |       |
| 2003-04   | Shqiponjat†      |               |                 |                                |                        |       |
| 2004-05   | Shqiponjat†      |               |                 |                                |                        |       |
| 2005-06   | Shqiponjat†      |               |                 |                                |                        |       |
| 2006-07   | Shqiponjat†      |               |                 |                                |                        |       |
| 2007-08   | Shqiponjat†      |               |                 |                                |                        |       |
| 2008-09   | Tikvešanka†      |               |                 |                                |                        |       |
| 2009-10   | Borec            |               |                 |                                |                        |       |
| 2010-11   | Naše Taksi†      | Prilep†       | Borec           |                                |                        |       |
| 2011-12   | Naše Taksi†      | Edinstvo      | Prilep†         |                                |                        |       |
| 2012-13   | Biljanini Izvori | Borec         | Edinstvo†       |                                |                        |       |
| 2013-14   | Kočani           | Tiverija      | Mladost Idnina† | Afrodita Salihi                | Kočani                 | 45    |
| 2014-15   | Dragon 2014      | Kočani        | Konzuli United† | Eli Jakovska                   | Dragon 2014            | 45    |
| 2015-16   | Dragon 2014      | Kočani        | Top Gol         | Afrodita Salihi                | Dragon 2014            | 28    |
| 2016-17   | Istatov          | Dragon 2014   | Tiverija        | Lenče Andreevska               | Dragon 2014            | 18    |
| 2017-18   | Dragon 2014      | Tiverija      | Atletiko        | Yllza Maksuti                  | AS United              | 39    |
| 2018-19   | Dragon 2014      | Istatov       | Tiverija        | Eli Jakovska                   | Istatov                | 80    |
| 2019-20   | Kamenica Sasa    | Tiverija      | Despina         | Teodora Dimoska                | Tiverija               | 44    |
| 2020-21   | Kamenica Sasa    | Tiverija      | AS United       | Ana Dimitrovska                | Kamenica Sasa          | 51    |
| 2021-22   | Ljuboten         | Tiverija      | Kamenica Sasa   | Ana Dimitrovska                | Kamenica Sasa          | 37    |
| 2022-23   | Ljuboten         | Kamenica Sasa | Tiverija        | Ana Dimitrovska Priscila Edite | Kamenica Sasa Ljuboten | 40    |
| 2023-24   | Ljuboten         | Kamenica Sasa | Tiverija        | Yllza Maksuti                  | AS United              | 48    |

- † Equipo desaparecido.

## Palmarés
| Club             | Títulos | Subtítulos | Tercero | Años de los campeonatos                              |
| ---------------- | ------- | ---------- | ------- | ---------------------------------------------------- |
| Shqiponjat†      | 6       | 1          | 1       | 2002-03, 2003-04, 2004-05, 2005-06, 2006-07, 2007-08 |
| Dragon 2014      | 5       | 2          | 1       | 2014-15, 2015-16, 2016-17, 2017-18, 2018-19          |
| Ljuboten         | 3       | -          | -       | 2021-22, 2022-23, 2023-24                            |
| Kamenica Sasa    | 2       | 3          | 1       | 2019-20, 2020-21                                     |
| Naše Taksi†      | 2       | 1          | 1       | 2010-11, 2011-12                                     |
| Biljanini Izvori | 1       | -          | 1       | 2012-13                                              |
| Kočani           | 1       | 1          | 1       | 2013-14                                              |
| Tikvešanka†      | 1       | -          | -       | 2008-09                                              |
| Borec            | 1       | 1          | 1       | 2009-10                                              |
| Tiverija         | -       | 6          | 4       | -----                                                |
| Prilep†          | -       | 1          | 1       | -----                                                |
| Edinstvo†        | -       | 1          | 2       | -----                                                |
| Despina          | -       | -          | 1       | -----                                                |
| AS United        | -       | -          | 1       | -----                                                |

- † Equipo desaparecido.